# 浅川みゆ起
浅川 みゆ起（あさかわ みゆき、1940年5月23日 - ）は、日本の女優、声優。本名は佐藤 登美子（さとう とみこ）。東京都渋谷区出身。

## 人物
日本芸術学院アナウンス科卒。東京俳優生活協同組合、綜芸プロダクション、鈴木事務所、文芸ぷろだくしょん、エヌ・エー・シーなどに所属していた。趣味は日本舞踊、歌唱。
かつては渋沢詩子、日輪マコとともにヤンチャ・トリオとして活動していた。

## 出演作品

### テレビドラマ
- 夫婦百景
  - 第111話「技能賞女房」（1960年）
  - 第136話「外交性亭主」（1960年）
  - 第331話「逆転夫婦」（1964年）
- 事件記者
  - 第62話「現場」（1960年）
  - 第67話「黒い焔」（1960年）
  - 第77話「犠牲」（1961年）
  - 第185話「通り魔」（1964年）
- 侍（1960年 - 1961年）
- 難波村の仇討（1960年）
- 女が階段を上る時（1961年）
- 舞妓東京を行く（1961年）
- 純愛シリーズ
  - 第34話「くびったけ」（1962年）
  - 第69話「鬼ごっこ」（1962年）
  - 第115話「ひとつだけの土産」（1963年）
- 女の園 第56話「B・G」（1962年）
- 特捜シリーズ 第11話「娘がいっぱい」（1964年）
- 快獣ブースカ 第9話「ブースカの大冒険」（1967年） - 小田急ロマンスカー搭乗員
- ウルトラセブン 第8話「狙われた街」（1967年） - 友里愛子
- コメットさん 第66話「危機一髪 Uターン」（1968年） - 金倉夫人
- 青空にとび出せ! 第1話「ピッキングカー誕生」（1969年）

### テレビアニメ
1965年
- 宇宙パトロールホッパ（テフアニー[7]）